# Ixora nana
Espèce
Ixora nana est une plante de la famille des Rubiaceae originaire du Congo.

## Description
Arbuste aux fleurs rouges

## Répartition
Forêt équatoriale de l'est du Congo.